# Parachernes dominicanus
Parachernes dominicanus är en spindeldjursart som beskrevs av Beier 1976. Parachernes dominicanus ingår i släktet Parachernes och familjen blindklokrypare. Inga underarter finns listade i Catalogue of Life.